# Liste der Nummer-eins-Hits in den USA (1985)
Dies ist eine Liste der Nummer-eins-Hits in den von Billboard ermittelten Charts in den USA (Hot 100) im Jahr 1985. In diesem Jahr gab es siebenundzwanzig Nummer-eins-Singles und vierzehn Nummer-eins-Alben.

## Singles
| ← 1984 ← | Liste der Nummer-eins-Hits in den USA | Liste der Nummer-eins-Hits in den USA | Liste der Nummer-eins-Hits in den USA                                       | 1986 →                    |
| \| Zeitraum \| Wo. ges. \| Interpret \| Titel Autor(en) \| Zusätzliche Informationen \| \| (Zeitraum, Wochen auf Platz eins, Interpret, Titel, Autor[en], zusätzliche Informationen) \| \| \| \| \| \| ----------------------------------------------------------------------------------------- \| -------- \| ----------------------------- \| ------------------------------------------------------------------------------- \| ------------------------- \| \| 22. Dezember 1984 – 1. Februar 1985 6 Wochen (insgesamt 6) \| 6 \| Madonna \| Like a Virgin[1] Billy Steinberg, Tom Kelly \| – \| \| 2. Februar 1985 – 15. Februar 1985 2 Wochen (insgesamt 2) \| 2 \| Foreigner \| I Want to Know What Love Is[2] Mick Jones \| – \| \| 16. Februar 1985 – 8. März 1985 3 Wochen (insgesamt 3) \| 3 \| Wham! feat. George Michael \| Careless Whisper[3] George Michael, Andrew Ridgeley \| – \| \| 9. März 1985 – 29. März 1985 3 Wochen (insgesamt 3) \| 3 \| REO Speedwagon \| Can’t Fight This Feeling[4] Kevin Cronin \| – \| \| 30. März 1985 – 12. April 1985 2 Wochen (insgesamt 2) \| 2 \| Phil Collins \| One More Night[5] Phil Collins \| – \| \| 13. April 1985 – 10. Mai 1985 4 Wochen (insgesamt 4) \| 4 \| USA for Africa \| We Are the World[6] Michael Jackson, Lionel Richie \| – \| \| 11. Mai 1985 – 17. Mai 1985 1 Woche (insgesamt 1) \| 1 \| Madonna \| Crazy for You[7] John Bettis, Jon Lind \| – \| \| 18. Mai 1985 – 24. Mai 1985 1 Woche (insgesamt 1) \| 1 \| Simple Minds \| Don’t You (Forget About Me)[8] Keith Forsey, Steve Schiff \| – \| \| 25. Mai 1985 – 7. Juni 1985 2 Wochen (insgesamt 2) \| 2 \| Wham! \| Everything She Wants[9] George Michael \| – \| \| 8. Juni 1985 – 21. Juni 1985 2 Wochen (insgesamt 2) \| 2 \| Tears for Fears \| Everybody Wants to Rule the World[10] Roland Orzabal, Ian Stanley, Chris Hughes \| – \| \| 22. Juni 1985 – 5. Juli 1985 2 Wochen (insgesamt 2) \| 2 \| Bryan Adams \| Heaven[11] Bryan Adams \| – \| \| 6. Juli 1985 – 12. Juli 1985 1 Woche (insgesamt 1) \| 1 \| Phil Collins \| Sussudio[12] Phil Collins \| – \| \| 13. Juli 1985 – 26. Juli 1985 2 Wochen (insgesamt 2) \| 2 \| Duran Duran \| A View to a Kill[13] Duran Duran, John Barry \| – \| \| 27. Juli 1985 – 2. August 1985 1 Woche (insgesamt 1) \| 1 \| Paul Young \| Every Time You Go Away[14] Daryl Hall \| – \| \| 3. August 1985 – 23. August 1985 3 Wochen (insgesamt 3) \| 3 \| Tears for Fears \| Shout[15] Roland Orzabal, Ian Stanley \| – \| \| 24. August 1985 – 6. September 1985 2 Wochen (insgesamt 2) \| 2 \| Huey Lewis & the News \| The Power of Love[16] Chris Hayes, Huey Lewis \| – \| \| 7. September 1985 – 20. September 1985 2 Wochen (insgesamt 2) \| 2 \| John Parr \| St. Elmo’s Fire (Man in Motion)[17] David Foster, John Parr \| – \| \| 21. September 1985 – 11. Oktober 1985 3 Wochen (insgesamt 3) \| 3 \| Dire Straits \| Money for Nothing[18] Mark Knopfler, Sting \| – \| \| 12. Oktober 1985 – 18. Oktober 1985 1 Woche (insgesamt 1) \| 1 \| Ready for the World \| Oh Sheila[19] Melvin Riley, Jr., Gordon Strozier, Gerald Valentine \| – \| \| 19. Oktober 1985 – 25. Oktober 1985 1 Woche (insgesamt 1) \| 1 \| a-ha \| Take on Me[20] Magne Furuholmen, Morten Harket, Pål Waaktaar-Savoy \| – \| \| 26. Oktober 1985 – 1. November 1985 1 Woche (insgesamt 1) \| 1 \| Whitney Houston \| Saving All My Love for You[21] Michael Masser, Gerry Goffin \| – \| \| 2. November 1985 – 8. November 1985 1 Woche (insgesamt 1) \| 1 \| Stevie Wonder \| Part-Time Lover[22] Stevie Wonder \| – \| \| 9. November 1985 – 15. November 1985 1 Woche (insgesamt 1) \| 1 \| Jan Hammer \| Miami Vice Theme[23] Jan Hammer \| – \| \| 16. November 1985 – 29. November 1985 2 Wochen (insgesamt 2) \| 2 \| Starship \| We Built This City[24] Bernie Taupin, Martin Page, Dennis Lambert, Peter Wolf \| – \| \| 30. November 1985 – 6. Dezember 1985 1 Woche (insgesamt 1) \| 1 \| Phil Collins & Marilyn Martin \| Separate Lives[25] Stephen Bishop \| – \| \| 7. Dezember 1985 – 20. Dezember 1985 2 Wochen (insgesamt 2) \| 2 \| Mr. Mister \| Broken Wings[26] Richard Page, Steve George, John Lang \| – \| \| 21. Dezember 1985 – 17. Januar 1986 4 Wochen (insgesamt 4) \| 4 \| Lionel Richie \| Say You, Say Me[27] Lionel Richie \| – \| |                                       |                                       |                                                                             |                           |
| ← 1984 |                                       |                                       |                                                                             | → 1986 →                  |
| Zeitraum | Wo. ges.                              | Interpret                             | Titel Autor(en)                                                             | Zusätzliche Informationen |
| (Zeitraum, Wochen auf Platz eins, Interpret, Titel, Autor[en], zusätzliche Informationen) |                                       |                                       |                                                                             |                           |
| 22. Dezember 1984 – 1. Februar 1985 6 Wochen (insgesamt 6) | 6                                     | Madonna                               | Like a Virgin Billy Steinberg, Tom Kelly                                    | –                         |
| 2. Februar 1985 – 15. Februar 1985 2 Wochen (insgesamt 2) | 2                                     | Foreigner                             | I Want to Know What Love Is Mick Jones                                      | –                         |
| 16. Februar 1985 – 8. März 1985 3 Wochen (insgesamt 3) | 3                                     | Wham! feat. George Michael            | Careless Whisper George Michael, Andrew Ridgeley                            | –                         |
| 9. März 1985 – 29. März 1985 3 Wochen (insgesamt 3) | 3                                     | REO Speedwagon                        | Can’t Fight This Feeling Kevin Cronin                                       | –                         |
| 30. März 1985 – 12. April 1985 2 Wochen (insgesamt 2) | 2                                     | Phil Collins                          | One More Night Phil Collins                                                 | –                         |
| 13. April 1985 – 10. Mai 1985 4 Wochen (insgesamt 4) | 4                                     | USA for Africa                        | We Are the World Michael Jackson, Lionel Richie                             | –                         |
| 11. Mai 1985 – 17. Mai 1985 1 Woche (insgesamt 1) | 1                                     | Madonna                               | Crazy for You John Bettis, Jon Lind                                         | –                         |
| 18. Mai 1985 – 24. Mai 1985 1 Woche (insgesamt 1) | 1                                     | Simple Minds                          | Don’t You (Forget About Me) Keith Forsey, Steve Schiff                      | –                         |
| 25. Mai 1985 – 7. Juni 1985 2 Wochen (insgesamt 2) | 2                                     | Wham!                                 | Everything She Wants George Michael                                         | –                         |
| 8. Juni 1985 – 21. Juni 1985 2 Wochen (insgesamt 2) | 2                                     | Tears for Fears                       | Everybody Wants to Rule the World Roland Orzabal, Ian Stanley, Chris Hughes | –                         |
| 22. Juni 1985 – 5. Juli 1985 2 Wochen (insgesamt 2) | 2                                     | Bryan Adams                           | Heaven Bryan Adams                                                          | –                         |
| 6. Juli 1985 – 12. Juli 1985 1 Woche (insgesamt 1) | 1                                     | Phil Collins                          | Sussudio Phil Collins                                                       | –                         |
| 13. Juli 1985 – 26. Juli 1985 2 Wochen (insgesamt 2) | 2                                     | Duran Duran                           | A View to a Kill Duran Duran, John Barry                                    | –                         |
| 27. Juli 1985 – 2. August 1985 1 Woche (insgesamt 1) | 1                                     | Paul Young                            | Every Time You Go Away Daryl Hall                                           | –                         |
| 3. August 1985 – 23. August 1985 3 Wochen (insgesamt 3) | 3                                     | Tears for Fears                       | Shout Roland Orzabal, Ian Stanley                                           | –                         |
| 24. August 1985 – 6. September 1985 2 Wochen (insgesamt 2) | 2                                     | Huey Lewis & the News                 | The Power of Love Chris Hayes, Huey Lewis                                   | –                         |
| 7. September 1985 – 20. September 1985 2 Wochen (insgesamt 2) | 2                                     | John Parr                             | St. Elmo’s Fire (Man in Motion) David Foster, John Parr                     | –                         |
| 21. September 1985 – 11. Oktober 1985 3 Wochen (insgesamt 3) | 3                                     | Dire Straits                          | Money for Nothing Mark Knopfler, Sting                                      | –                         |
| 12. Oktober 1985 – 18. Oktober 1985 1 Woche (insgesamt 1) | 1                                     | Ready for the World                   | Oh Sheila Melvin Riley, Jr., Gordon Strozier, Gerald Valentine              | –                         |
| 19. Oktober 1985 – 25. Oktober 1985 1 Woche (insgesamt 1) | 1                                     | a-ha                                  | Take on Me Magne Furuholmen, Morten Harket, Pål Waaktaar-Savoy              | –                         |
| 26. Oktober 1985 – 1. November 1985 1 Woche (insgesamt 1) | 1                                     | Whitney Houston                       | Saving All My Love for You Michael Masser, Gerry Goffin                     | –                         |
| 2. November 1985 – 8. November 1985 1 Woche (insgesamt 1) | 1                                     | Stevie Wonder                         | Part-Time Lover Stevie Wonder                                               | –                         |
| 9. November 1985 – 15. November 1985 1 Woche (insgesamt 1) | 1                                     | Jan Hammer                            | Miami Vice Theme Jan Hammer                                                 | –                         |
| 16. November 1985 – 29. November 1985 2 Wochen (insgesamt 2) | 2                                     | Starship                              | We Built This City Bernie Taupin, Martin Page, Dennis Lambert, Peter Wolf   | –                         |
| 30. November 1985 – 6. Dezember 1985 1 Woche (insgesamt 1) | 1                                     | Phil Collins & Marilyn Martin         | Separate Lives Stephen Bishop                                               | –                         |
| 7. Dezember 1985 – 20. Dezember 1985 2 Wochen (insgesamt 2) | 2                                     | Mr. Mister                            | Broken Wings Richard Page, Steve George, John Lang                          | –                         |
| 21. Dezember 1985 – 17. Januar 1986 4 Wochen (insgesamt 4) | 4                                     | Lionel Richie                         | Say You, Say Me Lionel Richie                                               | –                         |

## Alben
| ← 1984 ← | Liste der Nummer-eins-Alben in den USA | Liste der Nummer-eins-Alben in den USA | Liste der Nummer-eins-Alben in den USA | 1986 →                    |
| \| Zeitraum \| Wo. ges. \| Interpret \| Titel \| Zusätzliche Informationen \| \| (Zeitraum, Wochen auf Platz eins, Interpret, Titel, zusätzliche Informationen) \| \| \| \| \| \| ------------------------------------------------------------------------------ \| -------- \| ---------------------------------- \| ----------------------------- \| ------------------------- \| \| 29. Dezember 1984 – 18. Januar 1985 3 Wochen (insgesamt 24) \| 24 \| Prince and The Revolution \| Purple Rain[28] \| – \| \| 19. Januar 1985 – 8. Februar 1985 3 Wochen (insgesamt 7) \| 7 \| Bruce Springsteen \| Born in the U.S.A.[29] \| – \| \| 9. Februar 1985 – 1. März 1985 3 Wochen (insgesamt 3) \| 3 \| Madonna \| Like a Virgin[30] \| – \| \| 2. März 1985 – 22. März 1985 3 Wochen (insgesamt 3) \| 3 \| Wham! \| Make It Big[31] \| – \| \| 23. März 1985 – 29. März 1985 1 Woche (insgesamt 1) \| 1 \| John Fogerty \| Centerfield[32] \| – \| \| 30. März 1985 – 26. April 1985 4 Wochen (insgesamt 7) \| 7 \| Phil Collins \| No Jacket Required[33] \| – \| \| 27. April 1985 – 17. Mai 1985 3 Wochen (insgesamt 3) \| 3 \| USA for Africa \| We Are the World[34] \| – \| \| 18. Mai 1985 – 31. Mai 1985 2 Wochen (insgesamt 7) \| 7 \| Phil Collins \| No Jacket Required \| – \| \| 1. Juni 1985 – 21. Juni 1985 3 Wochen (insgesamt 3) \| 3 \| Prince and The Revolution \| Around the World in a Day[35] \| – \| \| 22. Juni 1985 – 5. Juli 1985 2 Wochen (insgesamt 2) \| 2 \| Original Motion Picture Soundtrack \| Beverly Hills Cop[36] \| – \| \| 6. Juli 1985 – 12. Juli 1985 1 Woche (insgesamt 7) \| 7 \| Phil Collins \| No Jacket Required \| – \| \| 13. Juli 1985 – 9. August 1985 4 Wochen (insgesamt 5) \| 5 \| Tears for Fears \| Songs from the Big Chair[37] \| – \| \| 10. August 1985 – 23. August 1985 2 Wochen (insgesamt 1) \| 1 \| Bryan Adams \| Reckless[38] \| – \| \| 24. August 1985 – 30. August 1985 1 Woche (insgesamt 5) \| 5 \| Tears for Fears \| Songs from the Big Chair \| – \| \| 31. August 1985 – 1. November 1985 9 Wochen (insgesamt 9) \| 9 \| Dire Straits \| Brothers in Arms[39] \| – \| \| 2. November 1985 – 20. Dezember 1985 7 Wochen (insgesamt 7) \| 7 \| Original Television Soundtrack \| Miami Vice[40] \| – \| \| 21. Dezember 1985 – 27. Dezember 1985 1 Woche (insgesamt 1) \| 1 \| Heart \| Heart[41] \| – \| |                                        |                                        |                                        |                           |
| ← 1984 |                                        |                                        |                                        | → 1986 →                  |
| Zeitraum | Wo. ges.                               | Interpret                              | Titel                                  | Zusätzliche Informationen |
| (Zeitraum, Wochen auf Platz eins, Interpret, Titel, zusätzliche Informationen) |                                        |                                        |                                        |                           |
| 29. Dezember 1984 – 18. Januar 1985 3 Wochen (insgesamt 24) | 24                                     | Prince and The Revolution              | Purple Rain                            | –                         |
| 19. Januar 1985 – 8. Februar 1985 3 Wochen (insgesamt 7) | 7                                      | Bruce Springsteen                      | Born in the U.S.A.                     | –                         |
| 9. Februar 1985 – 1. März 1985 3 Wochen (insgesamt 3) | 3                                      | Madonna                                | Like a Virgin                          | –                         |
| 2. März 1985 – 22. März 1985 3 Wochen (insgesamt 3) | 3                                      | Wham!                                  | Make It Big                            | –                         |
| 23. März 1985 – 29. März 1985 1 Woche (insgesamt 1) | 1                                      | John Fogerty                           | Centerfield                            | –                         |
| 30. März 1985 – 26. April 1985 4 Wochen (insgesamt 7) | 7                                      | Phil Collins                           | No Jacket Required                     | –                         |
| 27. April 1985 – 17. Mai 1985 3 Wochen (insgesamt 3) | 3                                      | USA for Africa                         | We Are the World                       | –                         |
| 18. Mai 1985 – 31. Mai 1985 2 Wochen (insgesamt 7) | 7                                      | Phil Collins                           | No Jacket Required                     | –                         |
| 1. Juni 1985 – 21. Juni 1985 3 Wochen (insgesamt 3) | 3                                      | Prince and The Revolution              | Around the World in a Day              | –                         |
| 22. Juni 1985 – 5. Juli 1985 2 Wochen (insgesamt 2) | 2                                      | Original Motion Picture Soundtrack     | Beverly Hills Cop                      | –                         |
| 6. Juli 1985 – 12. Juli 1985 1 Woche (insgesamt 7) | 7                                      | Phil Collins                           | No Jacket Required                     | –                         |
| 13. Juli 1985 – 9. August 1985 4 Wochen (insgesamt 5) | 5                                      | Tears for Fears                        | Songs from the Big Chair               | –                         |
| 10. August 1985 – 23. August 1985 2 Wochen (insgesamt 1) | 1                                      | Bryan Adams                            | Reckless                               | –                         |
| 24. August 1985 – 30. August 1985 1 Woche (insgesamt 5) | 5                                      | Tears for Fears                        | Songs from the Big Chair               | –                         |
| 31. August 1985 – 1. November 1985 9 Wochen (insgesamt 9) | 9                                      | Dire Straits                           | Brothers in Arms                       | –                         |
| 2. November 1985 – 20. Dezember 1985 7 Wochen (insgesamt 7) | 7                                      | Original Television Soundtrack         | Miami Vice                             | –                         |
| 21. Dezember 1985 – 27. Dezember 1985 1 Woche (insgesamt 1) | 1                                      | Heart                                  | Heart                                  | –                         |